# Jacqueline Anne Noonan
Jacqueline Anne Noonan (Burlington, Vermont, Estats Units; 28 de octubre de 1928 - 23 de juliol de 2020) va ser una pediatra i cardiòloga nord-americana, reconeguda per ser una de les figures de referència en la medicina cardiològica infantil moderna.

## Biografia
Va estudiar química al Col·legi Albertus Magnus de New Haven en 1950, i va obtenir el graduat en medicina a la Universitat de Vermont en 1954. Posteriorment es va especialitzar en cardiologia pediàtrica a l'Hospital Infantil de Boston, on va ser alumna de Alexander S. Nedes. En 1959 va ser la primera dona en doctorar-se en cardiòloga pediàtrica a la Universitat d'Iowa.
Va ocupar la càtedra subordinada a la Universitat de Kentucky en 1961. El 1962 va presentar a la reunió de la Societat d'Investigació Pediàtrica de l'Oest Mitjà (EUA) nou casos de nens amb una anomalia cardíaca poc usual (estenosi valvular pulmonar) amb altres manifestacions extracardíaques, aparença física característica, alçada reduïda i coll ample.
Com a docent va exercir entre 1969 i 1974 a la Universitat de Kentucky en l'especialitat de cardiologia infantil. Va ser a més doctora emèrita del Departament de Pediatria del Regne Unit.
Va publicar, juntament amb altres autors, la primera publicació sobre el tema, a la qual després van seguir altres, que constitueixen la referència original de la síndrome de Noonan.
Es va mantenir activa fins que va morir el 23 de juliol de 2020. La seva última publicació data de 2015.

## Premis i reconeixements
- Premi Helen B. Frazer, 1971.
- Millor Doctora d'Amèrica de Harpers Bazaar, 1985.
- Millor Doctor d'Amèrica.[3]
- Premi Nacional a l'Metge de l'Any, 2008.[7]

## Publicacions
- Hypertelorism with Turner Phenotype. A new syndrome with associated congenital heart disease. Am J Dis Child. 1968.[7]
- 1994: Noonan Syndrome: An Update and Review for the Primary Pediactrician. Article mèdic.[8]